# Rhinolophus virgo
Rhinolophus virgo (K. Andersen, 1905) è un Pipistrello della famiglia dei Rinolofidi endemico delle Filippine.

## Descrizione

### Dimensioni
Pipistrello di piccole dimensioni, con la lunghezza totale tra 62 e 73 mm, la lunghezza dell'avambraccio tra 37 e 44 mm, la lunghezza della coda tra 16 e 26 mm, la lunghezza del piede tra 7 e 10 mm, la lunghezza delle orecchie tra 17 e 21 mm e un peso fino a 7 g.

### Aspetto
Le parti dorsali variano dal rossastro all'arancione-rossastro, mentre le parti ventrali sono leggermente più chiare. Le orecchie sono piccole. La foglia nasale presenta una lancetta allungata, triangolare e con i bordi leggermente concavi, un processo connettivo basso e con il profilo arrotondato, una sella con i bordi paralleli, leggermente stretta al centro e con la base più larga dell'estremità arrotondata. La porzione anteriore è molto piccola e stretta, con una foglietta supplementare sotto di essa. Il labbro inferiore ha tre solchi longitudinali. La coda è lunga ed inclusa completamente nell'ampio uropatagio. Il primo premolare superiore è grande e situato lungo la linea alveolare.

## Biologia

### Comportamento
Si rifugia all'interno di grotte e talvolta nelle cavità degli alberi.

### Alimentazione
Si nutre di insetti.

## Distribuzione e habitat
Questa specie è diffusa nelle Isole Filippine: Batan, Bohol, Busuanga, Provincia di Camiguin, Camotes, Catanduanes, Cebu, Dondonay, Gigantes, Jolo, Leyte, Lubang, Luzon, Maripipi, Mindanao, Mindoro, Negros, Palawan, Panay, Sabtang, Sibuyan e Tablas.
Vive nelle foreste primarie, foreste secondarie di pianura, foreste montane e anche in zone agricole tra 250 e 1.100 metri di altitudine.

## Conservazione
La IUCN Red List, considerato il vasto areale, la popolazione presumibilmente numerosa e la tolleranza alle modifiche ambientali, classifica R.virgo come specie a rischio minimo (Least Concern)).